# Hydrobiosis sherleyi
Hydrobiosis sherleyi là một loài Trichoptera trong họ Hydrobiosidae. Chúng phân bố ở miền Australasia.